# Antrophyum megistophyllum
Antrophyum megistophyllum är en kantbräkenväxtart som beskrevs av Edwin Bingham Copeland. Antrophyum megistophyllum ingår i släktet Antrophyum och familjen Pteridaceae. Inga underarter finns listade.